# Williams %R
Le %R de Larry Williams (Williams %R en anglais) est un indicateur boursier qui participe de l'analyse technique en ce sens qu'il consiste en l’étude des graphiques de cours dans le but d'identifier les tendances et d'anticiper l'évolution des marchés.

## Enjeux du Williams %R
Il mesure la capacité des haussiers et des baissiers à clore les prix à proximité des bornes de la période, il sert à identifier les retournements de tendances.

## Formule de calcul du Williams %R
{\displaystyle \%R=100\times {\frac {max(P)-C}{max(P)-min(P)}}}

{\displaystyle C} = Cours de la dernière clôture de ma période

{\displaystyle max(P)} = Cours de clôture le plus haut de la période

{\displaystyle min(P)} = Cours de clôture le plus bas de la période

## Comportement du Williams %R
Il évolue près de zéro (tracé en haut du graphique) quand les haussiers atteignent le pic de leur puissance et 100 lorsque les baissiers atteignent le maximum de leur puissance et font clore au creux de la période.

## Règles de trading
Le %R donne trois types de signaux, qui sont par ordre d'importance:
- les divergences

Elles se produisent rarement mais sont les meilleurs indicateurs d'opportunités de trading.

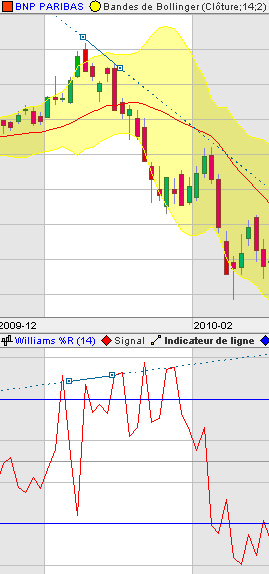
Exemple de divergence %R

Elles se manifestent par une divergence d'orientation entre le cours de l'action et l'évolution de l'indicateur, elles s'interprétaient par l'indicateur à tout donné mais les cours refusent de monter.
- les failures swing

- les zones de surachat et survente

Deux zones tracées à moins de 20 à plus de 80 indiquent les zones de surachat et de survente.